# Cho Young-cheol
Cho Young-cheol est un footballeur sud-coréen né le 31 mai 1989. Il est milieu de terrain au Sangju Sangmu FC.

## Biographie

### Carrière en équipe nationale
Il inscrit son premier but avec la sélection de Corée du Sud lors de la victoire sud-coréenne en Coupe d'Asie des nations de football 2015 contre Oman.